# Peltidium minutum
Peltidium minutum är en kräftdjursart som beskrevs av A. Scott 1909. Peltidium minutum ingår i släktet Peltidium och familjen Peltidiidae. Inga underarter finns listade i Catalogue of Life.